# LTA (télévision)
Pour les articles homonymes, voir LTA.
LTA était une chaîne de télévision belge qui a diffusé des programmes de télé-achat sur le câble.
Cette chaîne a été lancée avec l'aide de Pierre Bellemare.
Les locaux de la chaîne étaient installés à Gosselies dans le zoning de l'Aéropole.
C'était la première chaîne consacrée exclusivement au télé-achat en Communauté française de Belgique. Elle est apparue sur le câble, le samedi 9 mai 1998, en soirée. LTA (Le Télé-Achat) émettait, 24 heures sur 24, un programme de 8 heures diffusé en boucle.
Le capital de LTA (20 millions de francs belges) était détenu à raison de 51 % par PBRK (Pierre Bellemare/Roland Kluger), 25 % par la SRIW (Société régionale d'investissement pour la Wallonie) et 24 % par des particuliers (L. Rozenbaum et D. Spinler). 
En 2000, LTA change de nom pour devenir HOT Le Grand Magasin, puis Home Shopping Europe. Deux ans plus tard, la chaîne fait faillite et devient M6 Boutique la Chaîne.
Animateurs : Bernard Perpète, Agathe Lecaron, Pierre Bail